# Murat Georgijewitsch Gassijew
Murat Georgijewitsch Gassijew (russisch Мурат Георгиевич Гассиев, ossetisch Гасситы Георгийы фырт Мурат; * 12. Oktober 1993 in Wladikawkas, Nordossetien-Alanien, Russland) ist ein russischer Profiboxer im Cruisergewicht und ehemaliger Weltmeister der Organisationen IBF und WBA (Unified Champion). Er ist Normalausleger und wird seit 2014 von Abel Sanchez trainiert, der auch Gennadi Golowkin trainiert.

## Amateurkarriere
Iron, so Gassievs Kampfname, hatte eine sehr kurze Karriere bei den Amateuren, bestehend aus nur 25 Kämpfen.

## Profikarriere
Der als schlagstark geltende Gassijew gab in Moskau am 12. September 2009 mit einem Punktsieg erfolgreich sein Profidebüt. Ende Juni im Jahre 2013 holte er sich in einem Kampf gegen Lewan Dschomardaschwili den vakanten WBC Youth World Titel, welchen er im Dezember desselben Jahres gegen den Kroaten Ivica Bacurin in einem auf 10 Runden angesetzten Gefecht durch einstimmigen Beschluss verteidigte. Am 1. Februar 2014 bezwang er den Belgier Ismail Abdoul nach Punkten und sicherte sich dadurch den IBF East/West Europe Titel.
Ende August desselben Jahres besiegte er den bis dahin ungeschlagenen Leon Harth durch K. o. und Ende Oktober desselben Jahres Engin Karakaplan ebenfalls durch K. o. und sicherte sich dadurch den interkontinentalen Gürtel des Verbandes IBF. Diesen Titel verteidigte Gassijew am 17. April des darauffolgenden Jahres gegen Felix Cora. Am 17. Mai im Jahr darauf trat er gegen Jordan Shimmell in einem Nicht-Titel-Fight, welcher auf 12 Runden angesetzt war, an und siegte durch klassischen Knockout in Runde 1.
Anfang Dezember des Jahres 2016 kämpfte Gassijew gegen Denis Lebedev um den Weltmeisterschaftsgürtel des Verbandes IBF und siegte durch geteilte Punktrichterentscheidung (116:112, 113:114, 116:111). In diesem Kampf ging Lebedev nach einem Leberhaken zu Boden und wurde angezählt.

### World Boxing Super Series
Durch den Sieg gegen Lebedev qualifizierte sich Gassijew für die World Boxing Super Series (WBSS). Dort traf er im Viertelfinale am 21. Oktober 2017 im Prudential Center in Newark, New Jersey, USA, auf den Polen Krzysztof Włodarczyk. Włodarczyk hatte seine beste Zeit hinter sich, war erwartungsgemäß chancenlos und ging in Runde 3 klassisch k.o.
Am 3. Februar 2018 gewann er im WBSS-Halbfinale zusätzlich den WBA-Weltmeistertitel durch einen vorzeitigen Sieg gegen Yunier Dorticos.
Am 21. Juli 2018 verlor Gassijew im Rahmen der Muhammad Ali Trophy Serie (Sauerland Stall) in Moskau gegen den Ukrainer Oleksandr Ussyk einstimmig nach Punkten. Besonders in den letzten Runden wurde offensichtlich, dass Gassijew gegen den starken Ussyk keine Chance hatte.